# أزيبين
الأزيبين هو مركب كيميائي حلقي غير متجانس من سبع ذرات، حيث أن النتروجين يحل محل الكربون في موقع واحد. تسمى مشتقات هذا المركب أزيبينات.